# Ernst Dospel
Ernst Dospel (Absdorf, 8 ottobre 1976) è un allenatore di calcio ed ex calciatore austriaco, di ruolo difensore.

## Statistiche

### Cronologia presenze e reti in nazionale
| Cronologia completa delle presenze e delle reti in nazionale ― Austria | Cronologia completa delle presenze e delle reti in nazionale ― Austria | Cronologia completa delle presenze e delle reti in nazionale ― Austria | Cronologia completa delle presenze e delle reti in nazionale ― Austria | Cronologia completa delle presenze e delle reti in nazionale ― Austria | Cronologia completa delle presenze e delle reti in nazionale ― Austria | Cronologia completa delle presenze e delle reti in nazionale ― Austria | Cronologia completa delle presenze e delle reti in nazionale ― Austria |
| Data                                                                   | Città                                                                  | In casa                                                                | Risultato                                                              | Ospiti                                                                 | Competizione                                                           | Reti                                                                   | Note                                                                   |
| ---------------------------------------------------------------------- | ---------------------------------------------------------------------- | ---------------------------------------------------------------------- | ---------------------------------------------------------------------- | ---------------------------------------------------------------------- | ---------------------------------------------------------------------- | ---------------------------------------------------------------------- | ---------------------------------------------------------------------- |
| 29-3-2000                                                              | Graz                                                                   | Austria                                                                | 1 – 1                                                                  | Svezia                                                                 | Amichevole                                                             | -                                                                      | 63’                                                                    |
| 27-3-2002                                                              | Graz                                                                   | Austria                                                                | 2 – 0                                                                  | Slovacchia                                                             | Amichevole                                                             | -                                                                      | 24’                                                                    |
| 17-4-2002                                                              | Vienna                                                                 | Austria                                                                | 0 – 0                                                                  | Camerun                                                                | Amichevole                                                             | -                                                                      | 90+3’                                                                  |
| 18-5-2002                                                              | Leverkusen                                                             | Germania                                                               | 6 – 2                                                                  | Austria                                                                | Amichevole                                                             | -                                                                      | 84’                                                                    |
| 7-9-2002                                                               | Vienna                                                                 | Austria                                                                | 2 – 0                                                                  | Moldavia                                                               | Qual. Euro 2004                                                        | -                                                                      |                                                                        |
| 12-10-2002                                                             | Minsk                                                                  | Bielorussia                                                            | 0 – 2                                                                  | Austria                                                                | Qual. Euro 2004                                                        | -                                                                      |                                                                        |
| 16-10-2002                                                             | Vienna                                                                 | Austria                                                                | 0 – 3                                                                  | Paesi Bassi                                                            | Qual. Euro 2004                                                        | -                                                                      |                                                                        |
| 2-4-2003                                                               | Praga                                                                  | Rep. Ceca                                                              | 4 – 0                                                                  | Austria                                                                | Qual. Euro 2004                                                        | -                                                                      | 63’                                                                    |
| 30-4-2003                                                              | Glasgow                                                                | Scozia                                                                 | 0 – 2                                                                  | Austria                                                                | Amichevole                                                             | -                                                                      |                                                                        |
| 7-6-2003                                                               | Tiraspol                                                               | Moldavia                                                               | 1 – 0                                                                  | Austria                                                                | Qual. Euro 2004                                                        | -                                                                      | 57’                                                                    |
| 11-6-2003                                                              | Innsbruck                                                              | Austria                                                                | 5 – 0                                                                  | Bielorussia                                                            | Qual. Euro 2004                                                        | -                                                                      |                                                                        |
| 20-8-2003                                                              | Vienna                                                                 | Austria                                                                | 2 – 0                                                                  | Costa Rica                                                             | Amichevole                                                             | -                                                                      | 32’                                                                    |
| 6-9-2003                                                               | Rotterdam                                                              | Paesi Bassi                                                            | 3 – 1                                                                  | Austria                                                                | Qual. Euro 2004                                                        | -                                                                      |                                                                        |
| 11-10-2003                                                             | Vienna                                                                 | Austria                                                                | 2 – 3                                                                  | Rep. Ceca                                                              | Qual. Euro 2004                                                        | -                                                                      | 68’                                                                    |
| 31-3-2004                                                              | Bratislava                                                             | Slovacchia                                                             | 1 – 1                                                                  | Austria                                                                | Amichevole                                                             | -                                                                      |                                                                        |
| 28-4-2004                                                              | Innsbruck                                                              | Austria                                                                | 4 – 1                                                                  | Lussemburgo                                                            | Amichevole                                                             | -                                                                      | 46’                                                                    |
| 26-3-2005                                                              | Cardiff                                                                | Galles                                                                 | 0 – 2                                                                  | Austria                                                                | Qual. Mondiali 2006                                                    | -                                                                      |                                                                        |
| 30-3-2005                                                              | Vienna                                                                 | Austria                                                                | 1 – 0                                                                  | Galles                                                                 | Qual. Mondiali 2006                                                    | -                                                                      | 84’                                                                    |
| 17-8-2005                                                              | Graz                                                                   | Austria                                                                | 2 – 2                                                                  | Scozia                                                                 | Amichevole                                                             | -                                                                      | 54’                                                                    |
| Totale                                                                 |                                                                        | Presenze                                                               | 19                                                                     |                                                                        | Reti                                                                   | 0                                                                      |                                                                        |